# Współczynnik rozwinięcia granicy
Współczynnik rozwinięcia granicy – iloraz długości granicy jakiegoś obszaru do obwodu koła o powierzchni tego obszaru. Im większa wartość współczynnika, tym większe rozwinięcie granic. 
Spośród państw europejskich najbardziej rozwinięte granice państwowe mają: Norwegia, Szwecja, Holandia i Grecja. Natomiast najmniej: Rumunia, Czechy, Słowacja, Luksemburg, Francja oraz Polska.